# Alexandre I da Geórgia
Alexandre I da Geórgia, conhecido como Alexandre I, o Grande (em georgiano: ალექსანდრე I დიდი; romaniz.: Aleksandre I Didi), da casa de Bagrationi, foi rei da Geórgia entre 1412 e 1442. Apesar de seus esforços para recuperar o país das ruínas deixadas pelas forças de Tamerlão em suas invasões, a Geórgia jamais se recuperou e enfrentou uma inevitável fragmentação depois de um logo período de estagnação. Em 1442, Alexandre abdicou e se retirou para um mosteiro.

## Vida
Alexandre era o filho mais velho de Constantino I da Geórgia com sua esposa Nácia Amirejibi (Natia), filha do príncipe georgiano Kutsna Amirejibi. Foi criado por sua avó materna Rusa (m. 1413), uma nobre religiosa e bem educada que influenciou fortemente o futuro rei, principalmente em seu entusiasmo pela construção de edifícios religiosos.
Com sua ascensão ao trono em 1412, Alexandre se mudou para a Geórgia ocidental e mediou a paz entre seus vassalos, os príncipes rivais da Mingrélia e do Abecásia. Em 1414, Alexandre se lutou com o atabegue João Jaqeli de Mesquécia e forçou sua submissão. Depois de ter lidado com estes poderosos senhores, Alexandre, ajudado pelo patriarca Shio II da Geórgia, começou um programa de reformas das principais igrejas e fortalezas da Geórgia. Para isto, impôs um imposto temporário sobre seus súditos, mas, apesar de seus esforços, muitas cidades e vilas, antes prósperas, permaneceram em ruínas.
Em 1431, Alexandre reconquistou Lorri, um região fronteiriça da Geórgia ocupada pelos turcomanos do cordeiro negro, uma tribo turcomana da Pérsia que invadiam frequentemente o sul da Geórgia, chegando a saquear Acaltsique em 1416. Por volta de 1434/5, Alexandre encorajou o príncipe Beshken II Orbeliano, da dinastia orbeliana, a atacar os turcomanos em Siúnia e, pela vitória, concedeu-lhe Lorri em vassalagem. Em 1440, Alexandre se recusou a pagar tributo a Jeã Xá, dos turcomanos. Em março, o líder turcomano invadiu a Geórgia com 20 mil soldados, destruiu a cidade de Sanxevilde e saqueou a capital Tbilisi, massacrando milhares de cristãos e só retornou para Tabriz depois de extorquir um enorme tributo.
Para reduzir o poder da sempre rebelde aristocracia, Alexandre nomeou seus filhos — Vactangue, Demétrio e Jorge – como co-monarcas em Caquécia, Imerícia e Cártlia respectivamente. Porém, a decisão acabou sendo ainda mais prejudicial para a unidade do reino, que se fragmentaria depois de sua morte nas mãos de seus filhos. Por isto, Alexandre é frequentemente acusado de ter desintegrado a Geórgia e alguns afirmam que ele não merece o epíteto de "o Grande" que seu povo lhe deu. O "título", que já era utilizado logo depois de sua morte, pode estar relacionado ao seu programa de reformas e ao sucesso inicial na luta contra os nômades turcomanos, como presume Ivane Javakhishvili.
Quando os problemas ameaçavam acabar com seu reino, Alexandre abdicou ao trono (1442) e se retirou para um mosteiro sob o nome monástico "Atanásio".

## Família
Alexandre casou-se por volta de 1411 com Dulanducte, filha de Beshken II Orbeliano, com quem teve três filhos:
- Vactangue IV, rei da Geórgia.
- Bagrationi (ca. 1411–ca. 1438), casou-se em 1425 com o imperador João IV de Trebizonda[3].
- Demétrio (ca. 1413–1453), reinou com o pai em Imerícia; pai de Constantino II da Geórgia.

Depois, Alexandre casou-se com Tamara (m. 1455), filha do príncipe Alexandre I de Imerícia, por volta de 1414. Com ela teve mais três filhos:
- Jorge VIII, o último rei da Geórgia unificada e primeiro rei da Caquécia.
- David, católico-patriarca da Geórgia consagrado em 1426.
- Zaal (ca. 1428–depois de 1442), reinou juntamente com o pai em 1433[4].